# Nati nel 1228
| Questa pagina contiene informazioni ricavate automaticamente dalle voci biografiche con l'ausilio del template Bio e di un bot. L'aggiornamento è periodico e automatico e ricostruisce completamente la pagina. Se manca una persona in questa lista, sei pregato di non aggiungerla, ma accertati piuttosto che la sua voce biografica contenga il template Bio e che i dati anagrafici siano correttamente compilati. Se il template Bio manca, inseriscilo tu stesso o, in alternativa, metti l'avviso {{tmp\|Bio}} che ne segnala la mancanza. Se i dati riportati sono sbagliati, correggi direttamente la voce biografica; le modifiche saranno visibili in questa lista entro pochi giorni. Per chiarimenti vedi il progetto biografie. La lista contiene solo le 6 persone che sono citate nell'enciclopedia e per le quali è stato implementato correttamente il template Bio. Pagina aggiornata al 10 ott 2024. |

- 25 aprile - Corrado IV di Svevia, sovrano tedesco († 1254)
- Muhammad I al-Mustansir, sovrano († 1277)
- Bartolo da San Gimignano, religioso italiano († 1300)
- Trần Hưng Đạo, generale vietnamita († 1300)
- Johan Perez de Avoin, trovatore portoghese († 1287)
- Venedico Caccianemico, politico italiano († 1302)